# Pferdegeschirrdepot von Stormsdorf

Lage

Das Pferdegeschirrdepot von Stormsdorf, einem Ortsteil von Eixen im Landkreis Vorpommern-Rügen, wurde in fünf Etappen gefunden.
- 1974 fanden Kinder tellerförmige Bronzeplatten und einen Ring mit eingehängten Scheiben auf einem Acker. Durch einen Zufall gelangte der Fund in die Hände von Fachleuten.
- 1975 wurde das vergleichbare Pferdegeschirrdepot von Ückeritz auf Usedom entdeckt (110 Bronzeobjekte, darunter Aufsätze, Blechhülsen, 13 Klapperbleche, Knebel, Knöpfe, Nadeln, Ringe, 54 Schmuckscheiben und Trensenstangen). In den Folgejahren fand ein Bodendenkmalpfleger weitere Schmuckscheiben, danach hielt man den Fundplatz Stormsdorf für ausgeschöpft.
- 1990 wurden im Museum Bad Sülze zwei Schmuckplatten abgegeben, die eindeutig zum Depot von Stormsdorf gehören. Man kann nicht ausschließen, dass sich Stücke aus Stormsdorf noch in Privatbesitz befinden.
- 2007 suchten Mitarbeiter des Landesamtes den Platz auf und bargen 21 einzelne Funde.

## Weitere Funde
2008 wurde die Fundstreuung genauer untersucht und 300 m² Ackerfläche abgedeckt. Die Deponierung war durch Beackerung zerstört, die Funde lagen über etwa 20 m verstreut und ihre ursprüngliche Position war nicht erkennbar. Zu den 2007 entdeckten Teilen (z. B. Klapperblechen, Teile von Trensen und kugeligen Bronzeperlen) kamen 33 weitere.
Erneut wurden die mit einem Ring versehenen, an große Ohrringe erinnernden Bleche gefunden. Sie waren ursprünglich paarweise als klingender Schmuck am Zaumzeug befestigt. Bedeutung hatte die Entdeckung weiterer Trensenteile. Die zerbrochenen Knebelstangen ließen sich bei drei Exemplaren zusammensetzen. Es wird von mindestens zwei Pferdegeschirren ausgegangen, da die Knebel an der Trense paarweise befestigt waren.
Die Knebelstangen finden ihre nächsten Parallelen im Typ „Grandson-Corcelettes“ im westalpinen Raum. Sie stellen Importe dar, die in einer Entfernung von mehr als 1000 km vom Fundort fabriziert wurden. Ihre Form und Zeitstellung (um 700/750 v. Chr.) wird in der Forschung mit Einflüssen der Steppenvölker in Verbindung gebracht. Von Osten gelangten am Übergang von der Bronze- zur Eisenzeit Kulturimpulse nach West- und Nordeuropa.